# 豊英ダム
豊英ダム（とよふさダム）は、千葉県君津市の二級河川・小糸川に建設されたダム。
堤高38.0メートルの重力式コンクリートダムで、千葉県営の工業用水道ダムである。ダム湖の名称は豊英湖（とよふさこ）。

## 歴史
1961年（昭和36年）に八幡製鐵（現：新日鐵住金）君津製鐵所が立地した際に工業用水ダムの建設が検討されたが、この時には農業用水ダムである三島ダムの上流に位置する点が問題視されていったん廃案となった。
その後1966年（昭和41年）に君津製鐵所の拡充計画が決定したことを受けて工業用水の確保が急務となり、改めて建設が決定。各地から集められた技術者と、国を始めとする関係機関の協力により、1967年（昭和42年）12月の着工から急ピッチで工事が進められ、わずか1年余り後の1969年（昭和44年）4月に給水が開始された。

## 周辺
一帯は下流の三島ダムとともに千葉県立清和県民の森の領域にある。
ダム湖の豊英湖はヘラブナの釣り場で、周囲にはハイキングコースが整備されている。
- 国道410号
- 高宕山